# El telèfon
El telèfon és un joc en el qual es transmet una frase o paraula a algú a cau d’orella. Sovint aquesta esdevé irrecognoscible de la frase del començament.
Els participants estan generalment disposats en cercle. Es juga xiuxiuejant la frase a cau d'orella del jugador següent, de manera que per mor del baix volum se sol es perdre informació en cada baula de la cadena. El jugador aleshores supleix per la imaginació, o per associació fonètica les paraules que ha cregut comprendre. Sobretot quan se juga entre adults, hi pot hi haver deformacions voluntàries.
El darrer jugador de la fila acaba dient en veu alta la frase. El missatge d'arribada sovint ja no té gaire a veure amb la frase inicial.

## Objectiu
El joc no té cap guanyador. La diversió rau a comparar els missatges original i final. Pot servir a més per ensenyar com és de senzill tergiversar informació a través de la comunicació de boca a orella. També pot servir per simular la propagació de xafarderies quan corre la brama o per ensenyar quanta prudència fa menester amb les coses que se saben només per haver-ne sentit a parlar, així com la necessitat de cercar l'original o la font fiable.

## El joc del telèfon com a metàfora
En la teoria de la comunicació el joc es considera com una metàfora del que passa en la comunicació humana, en la qual en la realitat també els missatges i sobretot els rumors es van alterant d'una persona a l'altre en el boca a orella. El zoòleg britànic Marc Ridley l'utilitza per descriure la transmissió imperfecte d'informació genètica entre generacions.
El nom anglès, Chinese whispers «Xiuxiueigs xinesos», segons la llegenda, tindria l'origen en la comunicació d'una torre guaita a l'altra a la Gran Muralla Xinesa, però no hi ha cap constància d'aquesta teoria.